# Ali ibn Muhammad
ʿAlī ibn Muḥammad b. ʿAbd al-Raḥīm (in arabo ﻋﻠﻲ ﺑﻦ ﻣﺤﻤﺪ ﺑﻦ ﻋﺒﺪ ﺍﻟﺮﻳﻢ‎?; Warzanin, ... – al-Mukhtara, 1º agosto 883) è stato un riformatore religioso sciita, ispiratore e guida di una delle rivolte anti-abbasidi più devastanti per il Califfato.
ʿAlī ibn Muḥammad al-Zanjī (nome con cui è in genere ricordato nelle cronache musulmane) fu il leader della Rivolta degli Zanj nell'ultimo quarto del IX secolo nelle marcite, nel meridione iracheno, che riuscì a resistere ben più di un decennio grazie alle quasi inestricabili reti di canali che le percorrevano e in cui i ribelli s'erano rifugiati, costruendo un abbozzo di Stato e ben tre cittadine.
Nato a Warzanīn, vicino Rayy, si dice che fosse tuttavia di origini arabe ed egli stesso reclamò una sua ascendenza alide.
Dopo un fallito tentativo d'insurrezione in Bahrein, ʿAlī ibn Muḥammad spostò le sue attività a Baṣra, senza riuscire tuttavia a crearsi un seguito, finendo col trasferirsi a Baghdad.
Capì presto quale serbatoio di protesta e di rabbia repressa covava tra gli schiavi africani (gli Zanj) impiegati nell'opera di continuo faticosissimo "raschiamento" della superficie del terreno nel sud iracheno, dove l'accumulo di fosfati avrebbe prodotto (se non rimosso) la completa sterilità del terreno, rendendolo del tutto inadatto alle coltivazioni.
Organizzò quindi in gran segreto la rivolta, che fu lanciata il 5 settembre dell'869 e la diresse con capacità e grande seguito tra gli Zanj, che lo riconoscevano come Mahdi, senza tuttavia abbracciare lo sciismo, come invece sarebbe stato logico avvenisse, quanto piuttosto una forma di Kharigismo, secondo Bernard Lewis
La rivolta fu infine stroncata non senza perdite notevoli da parte delle forze abbasidi, guidate da al-Muwaffaq e dal figlio (il futuro Califfo al-Muʿtaḍid, e ʿAlī ibn Muḥammad fu catturato e decapitato il 1º agosto dell'883.